# روبرت ساندز شويلر
روبرت ساندز شويلر (بالإنجليزية: Robert Sands Schuyler)‏ هو مهندس معماري أمريكي، ولد في 6 مارس 1830 في نيويورك في الولايات المتحدة، وتوفي في 24 يوليو 1895 في فرناندينا بيتش في الولايات المتحدة.

## معرض صور

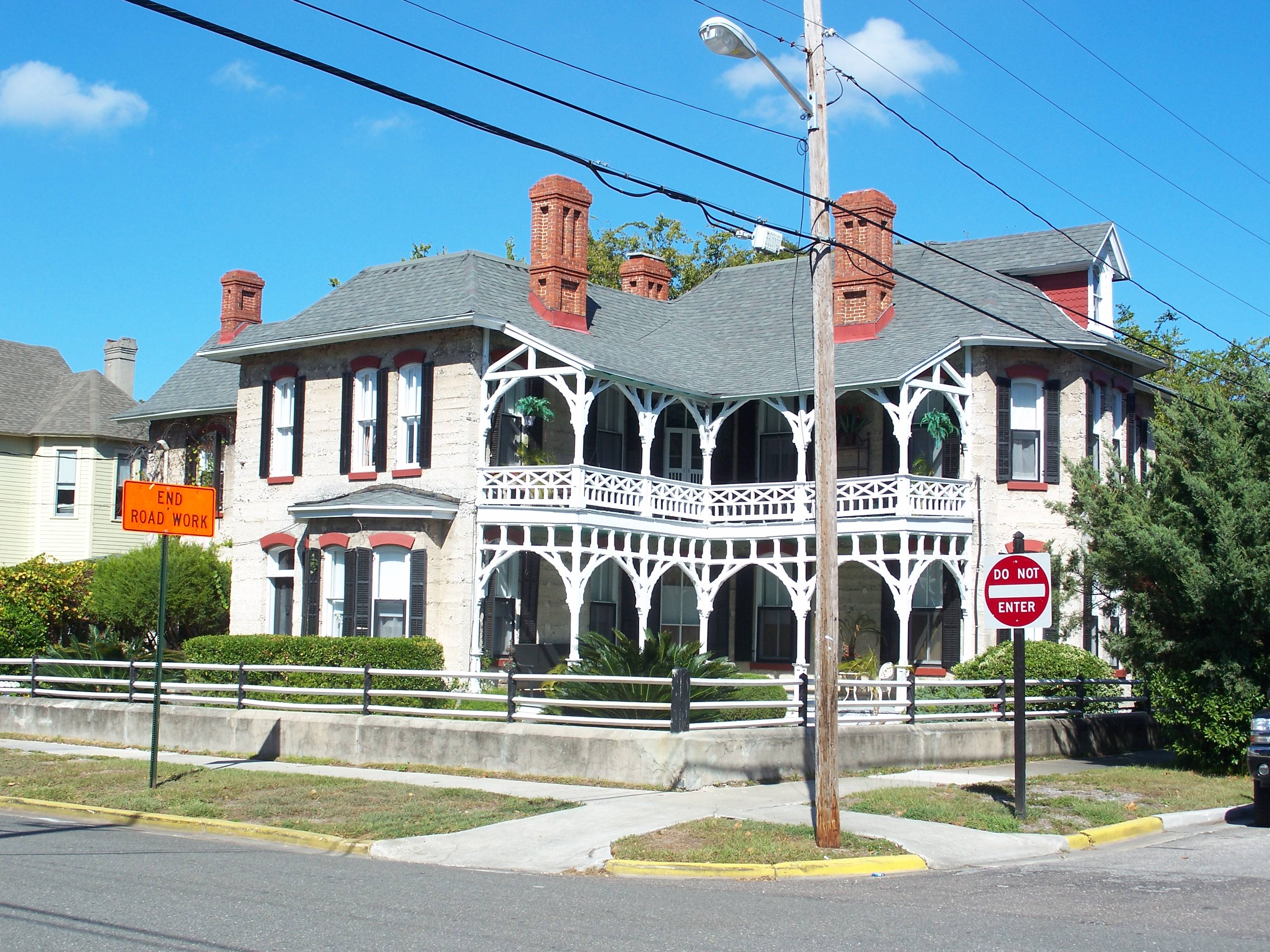
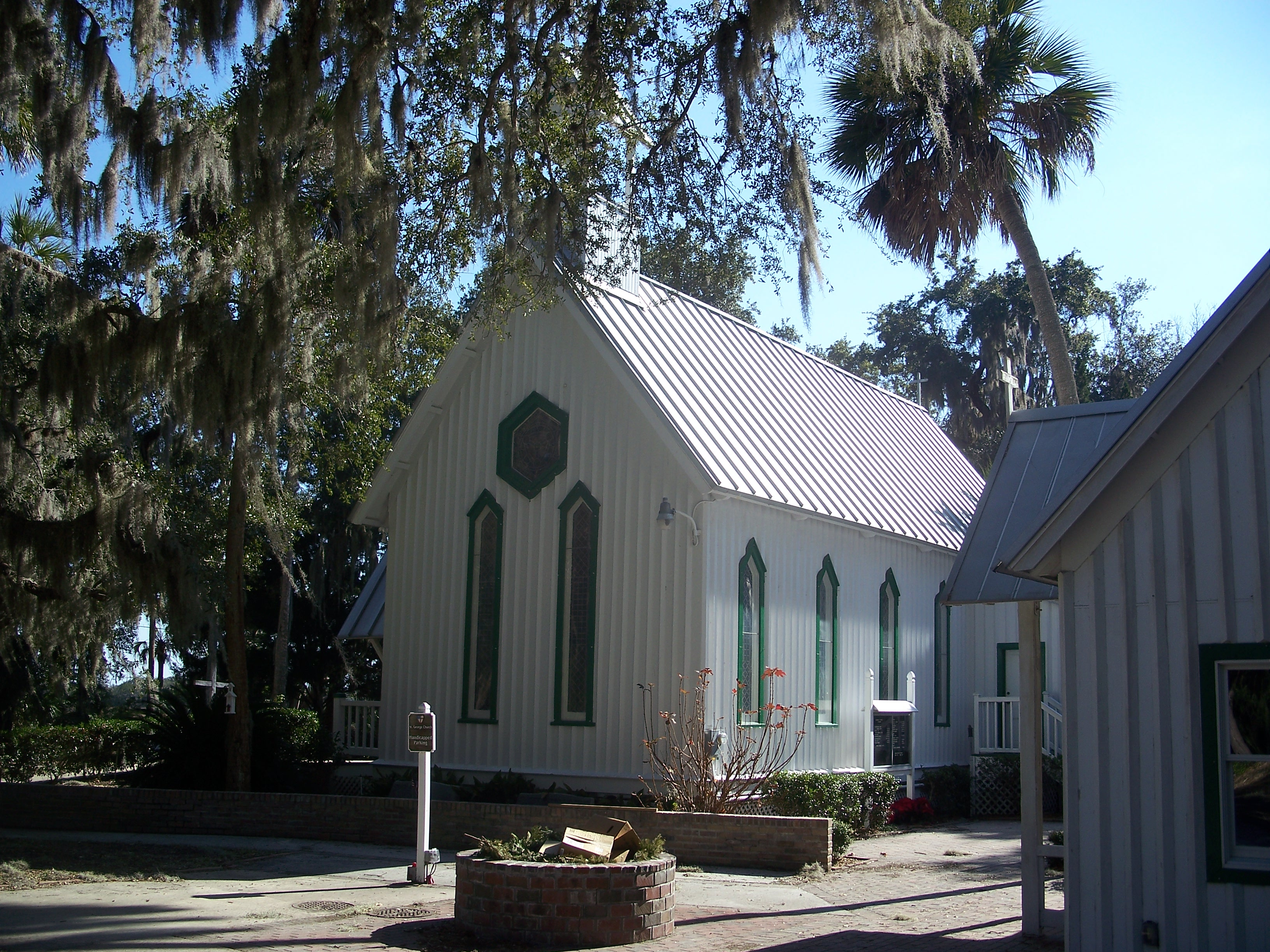
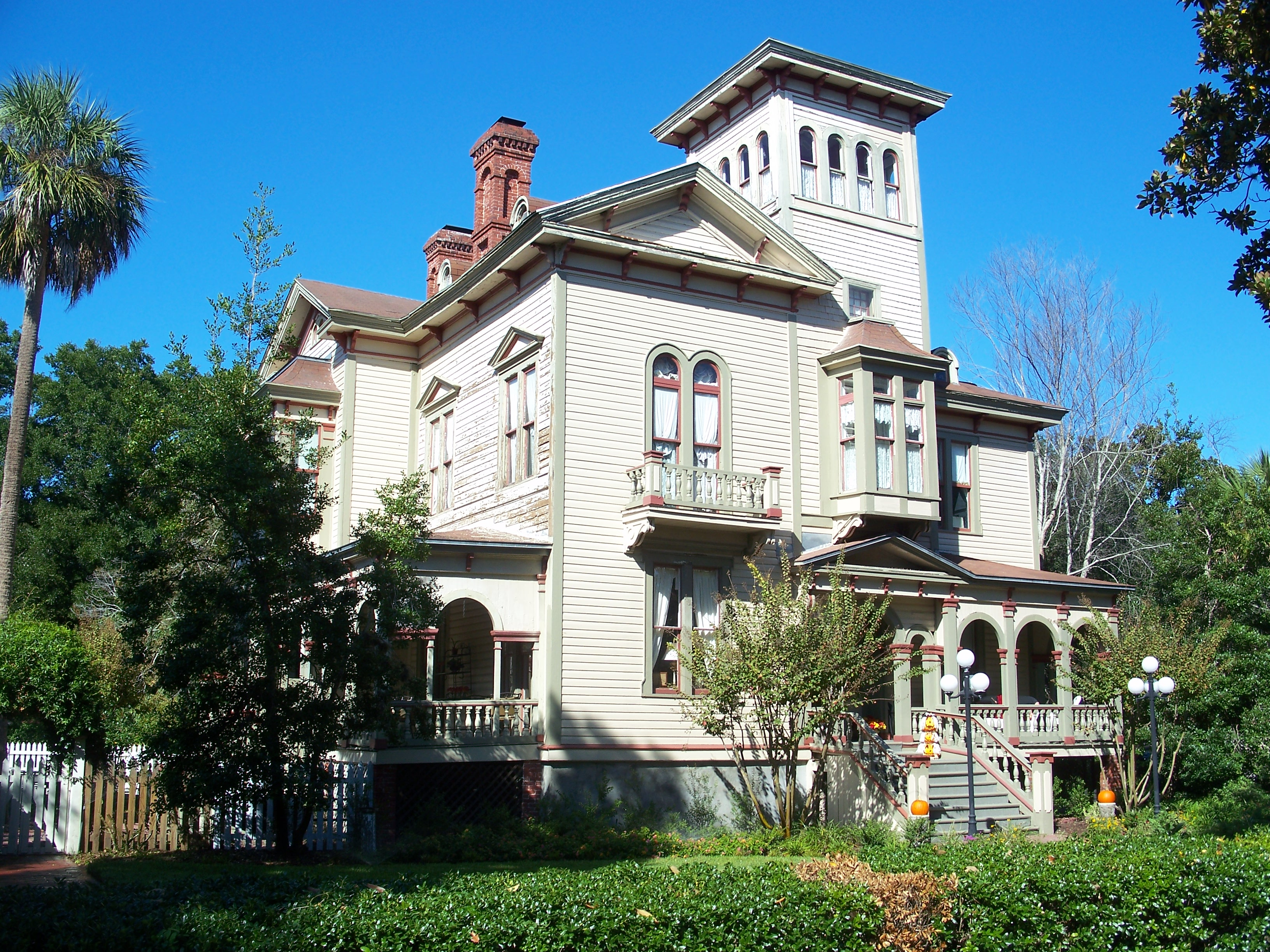